# Château de Rosey
Le château de Rosey est situé sur la commune de Rosey en Saône-et-Loire, au sud du village, à flanc de pente.
Il fait l’objet d’une inscription au titre des monuments historiques depuis le 13 décembre 1977.

## Description

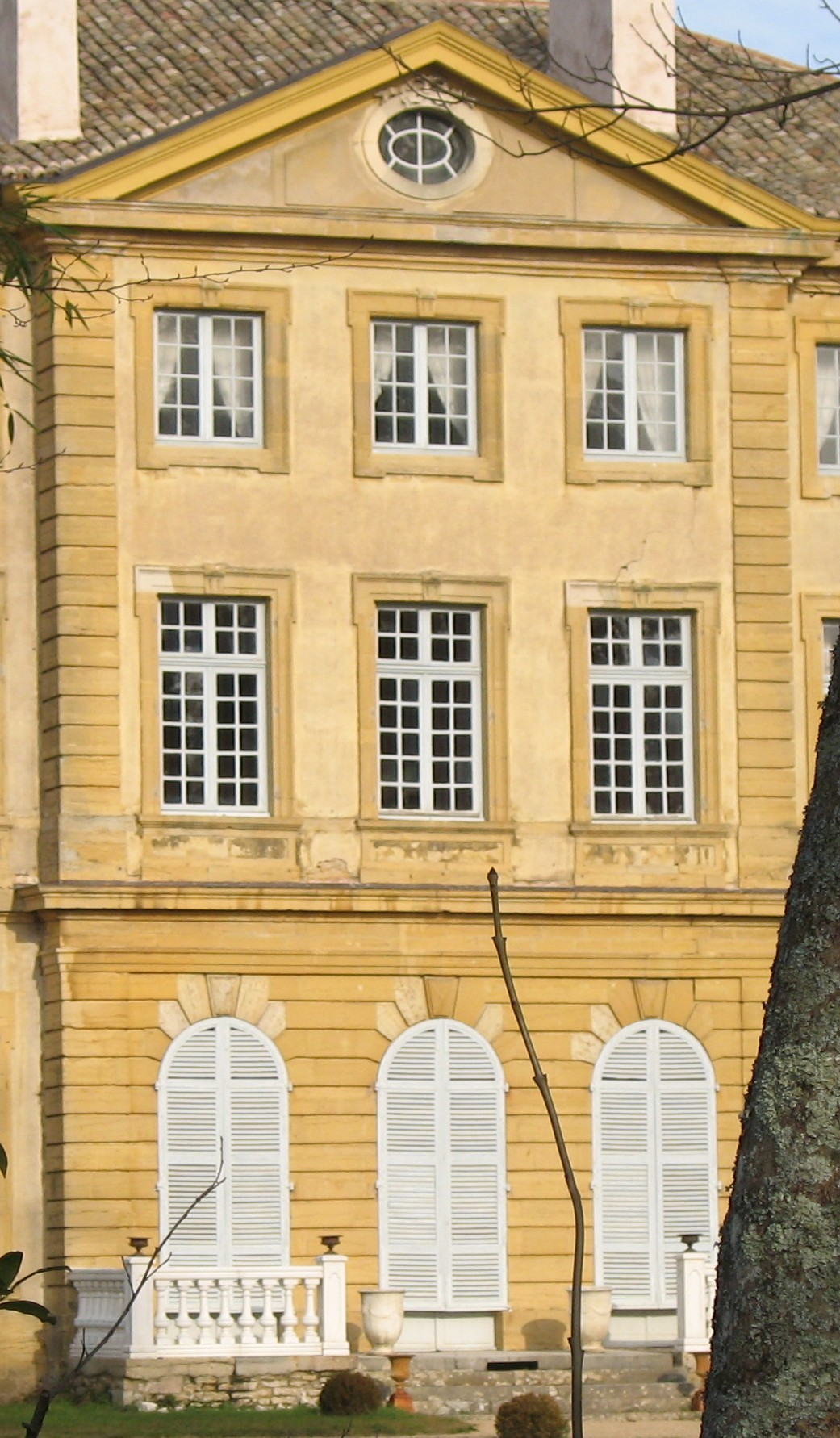
L'avant-corps de la façade sud.

C'est un bâtiment de plan rectangulaire.
Un avant-corps d'une seule travée forme une légère avancée au centre de la façade nord ; il comprend, au rez-de-chaussée, une porte en plein cintre entre deux pilastres toscans se détachant sur un encadrement rectangulaire en bossage en table, au premier étage, une porte-fenêtre donnant sur un balcon sur consoles à appui-corps en fer forgé que surmonte une frise de grecques et, au second étage, un oculus ovale. Prolongeant de part et d'autre des baies la ligne verticale des pilastres, des tables fouillées montent du balcon à la corniche, qui supporte un fronton cintré décoré d'un cartouche ovale entouré de motifs végétaux.
L'avant-corps de la façade sud comprend trois travées. Le rez-de-chaussée, en bossage continu en table, est percé de trois baies en plein cintre. Il est couronné d'un fronton percé d'un oculus.
Le château est précédé au nord d'une cour encadrée de communs, qu'une porte cochère sans couronnements sépare d'une longue allée d'arbres. Un jardin inspiré des jardins à la française l'entoure au sud et à l'est.
Le château est une propriété privée et ne visite pas.

## Historique
- depuis le XVIe siècle : la terre de Rosey et la prévôté de Loisey sont partagées entre deux seigneurs exerçant la basse et moyenne justice
- 1767 : Antoine Clerguet, capitaine en chef du vol de la grande fauconnerie de France, devient, à l'issue d'une évolution lente et complexe, l'unique propriétaire des lieux ; il fait bâtir, au lieu-dit « le Meix Loisey », une élégante demeure, peut-être inspirée des œuvres de l'architecte Émiland Gauthey
- 1789 : après la mort du précédent, sans héritier direct, le château échoit à Vincent-Mathias Villedieu de Torcy
- période révolutionnaire : le propriétaire ayant émigré, le domaine est vendu à Antoine-Denis Bottex, greffier au tribunal de Chalon, qui abat la chapelle et la bibliothèque qui formaient deux courtes ailes d'un seul niveau, couvertes de terrasses à balustrade, de part et d'autre du bâtiment central
- 1819 : le château entre dans la famille Vitteaut
- 1903 : il est cédé à Mme de La Grandière
- 1945 : à la mort de Mme de La Grandière, son neveu Victor Pardon hérite du château, qu'il garde jusqu'à son décès en 1975
- 1976 : acquisition par Robert Arnal